# Marvel Games
Marvel Games — видавничий бренд Marvel Entertainment, який випускає відеоігри, засновані на ліцензіях Marvel Comics, а також є відеоігровим-підрозділом Marvel Entertainment.

## Історія
Заснована у березні 2009 року, компанія займається ліцензуванням інтелектуальної власності Marvel для розробників і видавців відеоігор. Після придбання The Walt Disney Company Marvel Entertainment у 2009 році активи Marvel Games були інтегровані в Disney Interactive, в той час як сам підрозділ залишився під керівництвом Marvel Entertainment.
Брендинг Marvel Games був відроджений після того, як Disney припинила свій інтерактивний медіа-бізнес як перший розробник та видавець, закривши Disney Interactive Studios, замість цього вирішивши ліцензувати свої інтелектуальні властивості для відеоігор. Відтоді Marvel Games займається публікацією й поширенням всіх відеоігор пов'язаних з Marvel від різних розробників.
Наприкінці січня 2017 року Marvel оголосила про спільне партнерство з Square Enix для мультиігрових проєктів, починаючи з гри, заснованої на Месниках.

## Відеоігри
Це список відеоігр заснований на ліцензіях Marvel Comics.
- The Amazing Spider-Man vs. The Kingpin для (Sega Master System, Sega Genesis, Sega CD
- The Amazing Spider-Man для Game Boy
- The Amazing Spider-Man 2 для Game Boy
- The Amazing Spider-Man 3: Invasion of the Spider-Slayers для Game Boy
- The Amazing Spider-Man для Amiga, PC:DOS, Commodore 64, Atari ST
- The Amazing Spider-man для PlayStation 3, XBOX 360, PC
- The Amazing Spider-man 2 для PlayStation 3,XBOX 360, PC, XBOX ONE
- The Avengers: Battle of Earth для Xbox 360 Kinect
- Blade II для PlayStation 2
- Капітан Америка: Doom Tube
- Captain America and the Avengers для гри Gear, Game Boy, SNES, Arcade і Sega Genesis
- Captain America and the Avengers для NES та PlayStation 2
- Капітан Америка: Супер солдат для PlayStation 3 і X-Box 360
- Шибайголова для Game Boy Advance
- Дедпул (гра) для ПК, Xbox 360 і PlayStation 3
- Електра для мобільного телефону
- Перевага мобільного телефону
- Фантастична четвірка для Amstrad CPC, Apple II, Atari 8-біт, Commodore 64, DOS і ZX Spectrum
- Фантастична четвірка для PS
- Фантастична четвірка для PS2, GCN, Xbox і GBA
- Фантастична четвірка: Полум'я для GBA
- Фантастична четвірка: Повстання Срібного Серфера для PlayStation 2 .
- Ghost Rider: Гра для PS2, GBA і PSP
- Incredible Hulk: The Pantheon Saga для PS1, DOS, Sega Saturn
- Incredible Hulk для SNES Sega Genesis, Sega Master System, Game Gear
- The Hulk для PS2, GCN, Windows і Xbox
- The Incredible Hulk: Ultimate Destruction для PS2, GCN, Xbox
- The Hulk для Atari, Commodore 64, DOS і ZX Spectrum
- The Incredible Hulk для Game Boy Advance
- The Incredible Hulk для PlayStation 2 і Nitendo DS
- The Incredible Hulk для ПК, PlayStation 3, Wii, Xbox 360.
- Залізна людина / XO Manowar у Heavy Metal для PS, SAT, і Game Boy
- Непереможний Залізний Людина для GBA
- Залізна людина (гра) для Xbox 360, Wii, PS2, PS3, PSP, DS
- Iron Man 2 (гра) 2010 для Xbox 360, PS3, Wii і DS
- Lego Marvel Super Heroes для Xbox 360, PS3, PC, PS4, Xbox One, Wii U, Nintendo 3DS, PS Vita і Nintendo DS
- LEGO Marvel's Avengers для PlayStation 4, Xbox One, PlayStation 3, Xbox 360, Wii U, PlayStation Vita, Nintendo 3DS, Microsoft Windows і Mac OS
- Lego Marvel Super Heroes 2 для Playstation 4, Xbox One, Microsoft Windows, Mac OS і Nintendo Switch
- Marvel Super Heroes для Capcom Arcade, PS1 ,
- Marvel Super Heroes проти Вуличний боєць для Capcom Arcade, PS1
- Marvel Super Heroes: Війна дорогоцінних каменів для SNES
- Marvel Vs. Capcom для Capcom Arcade, Dreamcast і PS1
- Marvel Vs. Capcom 2 для Capcom Arcade, Dreamcast, PS2, PS3, Xbox, Xbox 360
- Marvel Vs. Capcom 3 для Xbox 360, PS3, PlayStation Vita
- Marvel Nemesis: Повстання недоліків для PS2, GameCube, Xbox, PSP, GBA
- Marvel: Ultimate PC, PS2, PS3, XB, XB360, GBA, PSP, Wii .
- Marvel: Ultimate Alliance 2 для Xbox 360, PS3, PS2, Nintendo Wii
- Marvel's X-Men для NES
- Marvel проти CAPCOM INFINITE для PS4, Xbox One
- Каратель для NES та Game Boy (з головним героєм Людина-павук)
- Каратель для DOS і Amiga
- Каратель для Xbox, PC і PS2
- Каратель для Capcom Arcade і Буття
- Каратель для мобільних пристроїв
- Каратель: Без милосердя для PS3
- Questprobe, мультиплатформова трилогія, заснована на персонажах Людина-павук, Фантастична четвірка і Галк
- Silver Surfer для NES
- Spider-Man для Atari 2600
- Spider-Man для Atari 8-bit, Commodore 64, DOS і ZX Spectrum
- Spider-Man для PlayStation, Nintendo 64, Sega Dreamcast, PC, Macintosh, і Game Boy Color
- Spider-Man для SNES
- Spider-Man: The Video Game для Capcom Arcade
- Spider-Man and Captain America in Doctor Doom s Revenge для ПК
- Spider-Man: Battle For NY для GBA і Nintendo DS
- Spider-Man Cartoon Maker для ПК
- Spider-Man: Friend or Foe для PS2, XB360, Wii, NDS, PSP і Xbox
- Spider-Man: Lethal Недруги для SNES
- Spider-Man: Mysterio's Menace для GBA
- Spider-Man: The Animated Серії для Sega Genesis
- Spider-Man: Return of the Sinister Six для NES, Master System
- Spider-Man: The Movie для PS2, GCN, Xboxi Game Boy Advance
- Spider-Man: Web of Fire для Sega 32X
- Spider-Man 2 для GCN, NDS, N-Gage, PS2, PSP, Xbox, PC і Game Boy Advance
- Spider-Man 2: Enter Electro для PS1
- Spider-Man 2: The Sinister Six для Game Boy Color
- Spider-Man 3 для PS3, XBox 360, Wii,PSP,PS2,PC і Xbox
- Spider-Man &amp; Venom: Maximum Carnage для SNES і Sega Genesis
- Spider-Man &amp; Venom: Separation Anxiety для SNES і Sega Genesis
- Spider-Man and the X-Men: arcade's Revenge для SNES, Sega Genesis, Game Boy, і Game Gear
- Spider-Man: Web of Shadows для Wii, PS2, PSP, PS3, Xbox 360 і Pc
- Spider-Man: Shattered Dimensions для PS3,Xbox 360,Wii і Pc
- Spider-man: Edge of Time для PS3,Xbox 360 і Wii
- Thor: God of Thunder для Playstation 3,Xbox 360
- Ultimate Spider-Man для PS2, PC, Xbox, і GCN
- Росомаха для NES
- Росомаха: Справі Rage для SNES і Sega Genesis
- X-Men для Game Gear
- X-Men для Sega Genesis
- X-Men для NES
- X-Men для Capcom Arcade
- X-Men 2: Clone Wars для Sega Genesis
- X-Men: Children of the Atom для Capcom Arcade, sega Saturn, PS1
- X-Men: Madness in Murderworld для Commodore 64, DOS
- X-Men: Mutant Academy для PlayStation
- X-Men: Mutant Academy для Game Boy Color
- X-Men: Mutant Academy 2 для PlayStation
- X-Men: Mutant Apocalypse для SNES
- X-Men: Mojo World для Game Gear, Sega Master System
- X-Men: Game Master s Legacy для Game Gear
- X-Men: Mutant Wars для Game Boy Color
- X-Men: Next Dimension для PS2, Xbox, Nintendo GameCube
- X-Men Legends для PS2, Xbox, N-Gage, Nintendo GameCube
- X-Men Legends II: Rise of Apocalypse для PS2, Xbox, Nintendo GameCube, PSP і PC
- X-men origins: Wolverine для PC, PS3, PS2, PSP і X-box 360
- X-Men vs. Street Fighter для Capcom Arcade, sega Saturn, PS1
- X-Men: The Ravages of Apocalypse
- X-Men: Reign of Apocalypse для Game Boy Advance
- X-Men: The Last Stand J2ME
- X-Men: Wolverine's Rage для Game Boy Color
- X2: Wolverine's Revenge для Xbox, PS2, Game Boy Advance, GameCube, Macintosh, Windows
- X-Men: The Official Game для PS2, Xbox, Nintendo GameCube, Windows, Xbox 360
- X-Men: Destiny для PlayStation 3 і Xbox 360

## Ігровсесвіт Marvel
| Назва                              | Дата              | Тема         | Платформа(/и) | Розробник(и)    | Видавник(и)                    | Дж.   |
| ---------------------------------- | ----------------- | ------------ | ------------- | --------------- | ------------------------------ | ----- |
| Marvel's Spider-Man                | 7 вересня 2018    | Людина-павук | PS4, PS5      | Insomniac Games | Sony Interactive Entertainment | [ 3 ] |
| Marvel's Spider-Man: Miles Morales | 12 листопада 2020 | Людина-павук | PS4, PS5      | Insomniac Games | Sony Interactive Entertainment | [ 4 ] |
| Marvel's Spider-Man 2              | 2023              | Людина-павук | PS5           | Insomniac Games | Sony Interactive Entertainment |       |
| Marvel's Wolverine                 | TBA               | Росомаха     | PS5           | Insomniac Games | Sony Interactive Entertainment |       |